# Prins Bernhardsluis (Deventer)
De Prins Bernhardsluis in Deventer verbindt de Nieuwe Haven met de IJssel. De sluis heeft een kolk van 100 bij 12 meter. De maximaal toegestane maten zijn (l × b × d) 100 × 11,8 × 3,2 meter, CEMT-klasse Va. Aan beide kanten van de sluis zijn basculebruggen voor het wegverkeer. De doorvaarbreedte van de bruggen is 12 meter. De doorvaarhoogte bij gesloten brug aan de IJsselkant is 7,7 meter, bij de brug aan de andere kant is dat maar 0,5 meter.
Op 6 augustus 2018 werd de sluis buiten gebruik gesteld vanwege de extreem lage waterstand in de IJssel. Hierbij raakten enkele binnenvaartschepen opgesloten in de haven; zij mochten op 6 september de haven verlaten toen het peil van de IJssel tijdelijk op hoogte was gebracht door stillegging van de scheepvaart op de rivier. Het reguliere scheepvaartverkeer via de sluis kon pas in december 2018 worden hervat. Nadat uit onderzoek was duidelijk geworden dat de sluis ook bij zeer lage waterstanden geschut kon worden, werd op 11 april 2019 door het waterschap Drents Overijsselse Delta een nieuwe vergunning afgegeven.